# Jan van Hoof-kruis

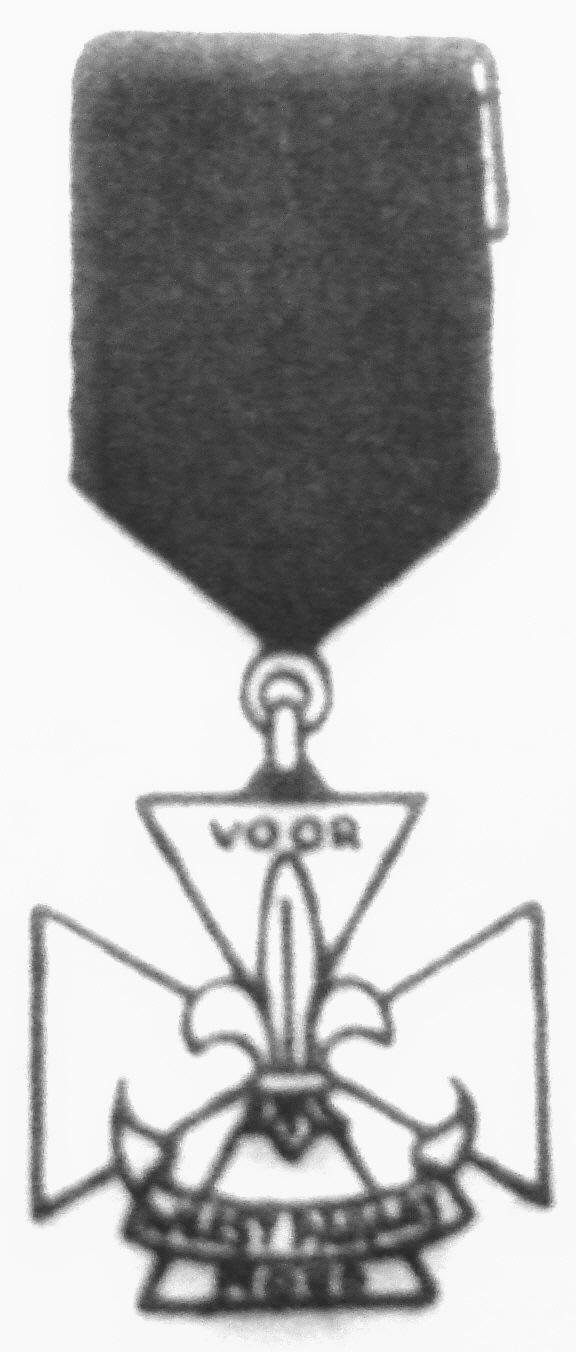
Jan van Hoof-kruis

Het Jan van Hoof-kruis of E(e)rekruis was het teken "voor moed" van de Nationale Padvindersraad. Het Erekruis is na de Tweede Wereldoorlog vernoemd naar de padvinder en verzetsheld Jan van Hoof. Na de fusie van de Nederlandse scoutingorganisaties in Scouting Nederland (1973) is deze traditie verloren gegaan.

## Gradaties
De onderscheiding kent drie gradaties, te weten:
- Het kruis uitgevoerd in brons en met rood lint, de hoogste onderscheiding van moed; het werd alleen toegekend als een padvinder bijzondere moed had getoond en groot levensgevaar had getrotseerd.
- Het kruis uitgevoerd in zilver en met blauw lint, werd toegekend als een padvinder moed had getoond en levensgevaar had getrotseerd.
- Het kruis uitgevoerd in goud met blauw/rood lint, werd toegekend als een padvinder moed had getoond, echter zonder dat er direct levensgevaar bestond.

Opvallend hierbij is dat de bronzen uitvoering de hoogste graad vertegenwoordigde en de gouden versie de laagste.
Met het uitreiken van de onderscheiding werd er ook een insigne van stof uitgereikt, met een achtvormige knoop in de kleuren van de onderscheiding. Dit werd op het uniform boven de rechter borstzak gedragen indien het dragen van de onderscheiding bezwaarlijk was.
De onderscheiding kon ook uitgereikt worden aan een groep voor gezamenlijk optreden, in dit geval werd de onderscheiding bevestigd op de groepsvlag.

## Bron
- Spelregels, 1961, Nationaal Hoofdkwartier vereniging 'de Nederlandse Padvinders' Den Haag